# 查爾斯·弗朗西斯·特雷姆利特
查爾斯·弗朗西斯·特雷姆利特（英語：Charles Francis Tremlett，1835年2月11日—1903年4月11日），首任英國駐西貢領事。

## 生平
1835年2月11日，查爾斯·弗朗西斯·特雷姆利特出生於紐芬蘭聖約翰斯，父親約翰·布賴恩特·特雷姆利特（John Braynt Tremlett）是個商人，母親安妮（Anne）原姓布林倫（Breenlen）。
1869年，特雷姆利特搬至西貢，並住在交趾支那直到去世。
1871年，特雷姆利特出任英國駐西貢領事。
根據英國外交部發行的《The Foreign Office List》，特雷姆利特在任中去世於1903年4月17日。不過，根據《海峽時報》刊登的訃告，特雷姆利特的逝世日期應該是1903年4月11日。